# Велика Сундска острва
Велика Сундска острва, често названи и Велики Сунди су архипелаг у малајском архипелагу. Заједно с Малим Сундским острвима чине Сундска острва.
У групу Великих сундских острва убрајају се Борнео, Суматра, Јава и Сулавеси. Осим северног дела Борнеа, то су главна острва Индонезије и чине њен највећи део. На Борнеу је источни део Малезије и Брунеј.
Ова острва чине границу између Тихог океана. Са 1,5 милиона км² и око 180 милиона становника реч је о највећој острвној групи на свету (само је Гренланд површином већи).